# Jock Hobbs
Jock Hobbs (ur. 15 lutego 1960 w Christchurch, zm. 13 marca 2012 w Wellington) – nowozelandzki rugbysta, reprezentant kraju, następnie trener i działacz sportowy, prezes New Zealand Rugby Union.

## Sportowiec
Podczas nauki w Christ’s College w Christchurch występował w pierwszej drużynie tej szkoły, a następnie pojawił się w zespole U-18 Wyspy Południowej, nie otrzymał jednak powołań do narodowych zespołów juniorskich.
W 1981 roku związał się z zespołem reprezentującym region Canterbury. Drużyna ta w 1982 roku zdobyła Ranfurly Shield w meczu z Wellington, które to trofeum do 1985 roku obroniła jeszcze 25 razy. Dodatkowo w 1983 roku zwyciężyła w National Provincial Championship – mistrzostwach regionów Nowej Zelandii.
Pierwsze powołanie do reprezentacji kraju otrzymał w 1983 roku. Zadebiutował 4 czerwca tego roku w meczu przeciwko British and Irish Lions. Wystąpił we wszystkich czterech spotkaniach z tą drużyną, a jego postawa spowodowała, że na kolejne kilka lat stał się podstawowym zawodnikiem All Blacks na pozycji rwacza. Już w kolejnym roku, pod nieobecność Andy’ego Daltona, został kapitanem kadry w meczach na Fidżi, w testmeczach w tej roli debiutując jesienią 1985 roku w Argentynie.
Wiosną 1986 roku wraz z innymi nowozelandzkimi zawodnikami jako zespół Cavaliers udał się na nieusankcjonowane tournée do RPA, zaplanowana na poprzedni rok oficjalna seria meczów All Blacks została bowiem odwołana z powodu prowadzonej przez ten kraj polityki apartheidu. Cavaliers otrzymali wynagrodzenie za udział w tych meczach, Nowozelandzki Związek Rugby ukarał ich natomiast karą zawieszenia na dwa kolejne testmecze. Sam Hobbs następnie oświadczył, iż żałuje udziału w tej wyprawie.
Po odbyciu kary powrócił do kadry latem tego samego roku na dwa mecze z Australią oraz obydwa spotkania, w roli kapitana, z Francją podczas jesiennej wyprawy do Europy. Będąc typowany na kapitana reprezentacji podczas inauguracyjnego Pucharu Świata w 1987 roku, po serii wstrząśnień mózgu zakończył zawodniczą karierę w wieku niespełna 27 lat tuż przed rozpoczęciem tego turnieju. Ogółem podczas reprezentacyjnej kariery rozegrał 39 spotkań, z czego 21 było oficjalnymi meczami międzynarodowymi, drużynę jako kapitan prowadził w szesnastu spotkaniach, w tym w czterech testmeczach, natomiast wszystkie punkty (odpowiednio 52 i 16) zdobył z przyłożeń, których wartość w tym okresie wynosiła cztery punkty.

## Kariera zawodowa
Po ukończeniu Christ’s College studiował prawo na University of Canterbury, tytuł uzyskując w 1982 roku. Do palestry został przyjęty rok później, zaś w 1987 roku został wspólnikiem w kancelarii prawniczej Rainey Collins w Wellington, w której po czterech latach został starszym wspólnikiem.
Pozostał również związany ze sportem, w pierwszej połowie lat dziewięćdziesiątych trenował bowiem drużynę uniwersytetu w Wellington oraz reprezentację nowozelandzkich uniwersytetów. W 1995 roku został wybrany do zarządu New Zealand Rugby Union. Mające status amatorskiego sportu rugby union przeżywało wówczas kryzys, związany z podjętą przez magnata medialnego, Kerry Packera, próbą stworzenia zawodowych rozgrywek. Założona przez niego World Rugby Corporation za pomocą lukratywnych umów rekrutowała zawodników niezadowolonych z nierównomiernej redystrybucji dochodów z tego sportu prowadzonej przez krajowe związki rugby. Przeprowadzona przez Hobbsa, stawiająca na szali pieniądze i ponadstuletnią tradycję, sześciotygodniowa kampania nakłaniania graczy All Blacks do podpisania kontraktów z NZRU zakończyła się sukcesem. Koncepcja World Rugby Corporation ostatecznie upadła, a Hobbs zyskał miano „człowieka, który uratował rugby”. Pod koniec roku IRB wprowadziła natomiast profesjonalizację tego sportu. Pomimo tego Hobbs nie znalazł się w odchudzonym w 1996 roku do dziewięciu osób zarządzie.
W 1999 roku ukończył studia MBA w Henley College i zaangażował się w przedsięwzięcia biznesowe. Między innymi w sierpniu 2000 roku objął stanowisko dyrektora Strategic Finance Ltd, które piastował do 2005 roku. W sierpniu 2008 roku firma ta ogłosiła moratorium na spłatę swoich zobowiązań (w wysokości ponad 400 mln NZD), a w marcu 2010 roku została postawiona w zarząd komisaryczny, w związku z czym wobec osób związanych z zarządzaniem nią zostało wszczęte śledztwo organów nadzoru finansowego.
Po utracie praw do współorganizowania wraz z Australią zaplanowanego na rok 2003 Pucharu Świata i na fali niezadowolenia regionalnych związków rugby Hobbs w 2002 roku ponownie znalazł się w zarządzie NZRU, tym razem jednak w roli prezesa. Był kluczową postacią w przygotowywaniu kandydatury Nowej Zelandii do organizacji Pucharu Świata w 2011 roku. Był również przewodniczącym delegacji, obejmującej między innymi premier kraju, Helen Clark, przedstawiciela NZRU, Chrisa Mollera, oraz dwóch zawodników: ówczesnego kapitana reprezentacji, Tanę Umagę, oraz legendę All Blacks lat sześćdziesiątych XX wieku, Colina Meadsa, która w listopadzie 2005 roku w Dublinie przekonała zarząd IRB do powierzenia Nowej Zelandii praw do organizacji tej imprezy.
W latach 2002–2007 zasiadał w IRB Council, piastując też stanowiska w Komitecie Wykonawczym i Komitecie ds. Przepisów IRB. W latach 2004–2006 był również szefem SANZAR – organizacji zarządzającej Super 12 oraz Pucharem Trzech Narodów – przyczyniając się między innymi do rozszerzenia tej pierwszej o dwa kolejne zespoły oraz zwiększenia liczby spotkań w drugiej imprezie, a uczestnicząc także w negocjacjach z sieciami telewizyjnymi dotyczących kontraktu na lata 2006–2010.
Ze względu na zły stan zdrowia w maju 2010 roku wziął urlop chorobowy, natomiast w grudniu tego roku oficjalnie zrezygnował ze stanowisk zarówno w NZRU, jak i w spółce organizującej Puchar Świata – Rugby New Zealand 2011 Ltd. Zostało również wstrzymane prowadzone przeciwko niemu dochodzenie w sprawie nieprawidłowości w Strategic Finance, które następnie zostało zamknięte.

## Choroba i śmierć
W 2006 roku zdiagnozowano u Hobbsa białaczkę, sześciomiesięczną chemioterapię rozpoczął w maju 2010 roku. Natomiast w grudniu tego roku rozpoznano chłoniaka nieziarniczego.
Podczas nielicznych wówczas publicznych wystąpień wręczył Richiemu McCaw oraz Milsowi Muliainie podczas Pucharu Świata pamiątkowe srebrne czapki symbolizujące ich setne występy w narodowych barwach.
Na początku marca 2012 roku znalazł się w stanie krytycznym, a zmarł 13 marca w szpitalu w Wellington. W pogrzebie prócz rodziny i przyjaciół uczestniczyli m.in. byli i obecni All Blacks oraz przedstawiciele kół rządowych na czele z premierem Johnem Key.

## Życie prywatne
Był żonaty z Nicky née Deans (siostrą reprezentantów Nowej Zelandii, Robbie’ego i Bruce’a), z którą miał czwórkę dzieci: Michaela (występującego w zespole Blues), Emily, Penny i Isabellę.
Dwukrotnie odznaczony Nowozelandzkim Orderem Zasługi – jako członek w 1996 roku, a jako kawaler tego orderu dziesięć lat później. Uhonorowany również wieloma wyróżnieniami, m.in.: nagrodą imienia Vernona Pugha podczas gali IRB Awards w 2011, nagrodą człowieka roku The New Zealand Herald w 2005, nagrodą lidera roku (SPARC Leadership Award) nowozelandzkiej rządowej agencji sportu za 2010, a także Steinlager Salver w 2011 roku za zasługi dla nowozelandzkiego rugby.
Na jego cześć nazwano utworzone w 2014 roku mistrzostwa kraju U-19.